# Vladimír Hirsch

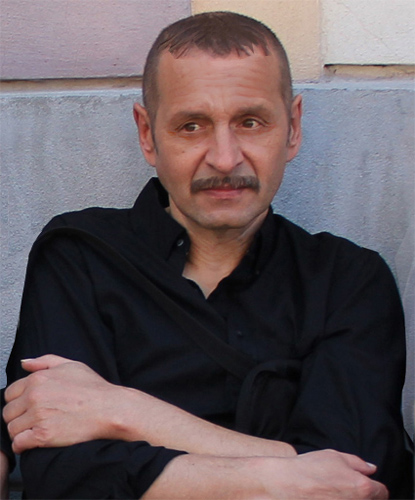
Kompozytor Vladimír Hirsch

Vladimír Hirsch (ur. 3 lipca 1954 w Benešovie, w Czechosłowacji) – czeski kompozytor i instrumentalista (instrumenty klawiszowe), prezentujący bardzo specyficzny styl charakteryzujący się kompozycjami, w których główną rolę odgrywają dźwiękowe właściwości klasycznych instrumentów, kreowane za pomocą cyfrowej technologii. Hirsch jest również liderem znanych z występów w Polsce formacji Skrol, Aghiatrias i innych (Subpop Squeeze, Tiria, Luminar Ax). Jest autorem koncepcji tzw. „zintegrowanej” formy muzycznej, łączącej współczesną muzykę klasyczną z muzyką dark ambient i industrial. Jego styl kompozytorski charakteryzuje się polimodalną architekturą i alchemiczną pracą z dźwiękiem. Od 1986 do 1996 był członkiem eksperymentalnego post-punkowego zespołu Der Marabu.

## Dyskografia solowa i autorskich projektów
- Symphony No.1, 1988-9
- Organ Pieces, 1991
- Casual Crime, 1998
- Heretical Antiphony (Skrol), 1999
- Dreams Of Awakening, 1999
- Geometrie Nevědomí (Zygote), 2000
- Insomnia Dei (Skrol), 2001
- Epidaemia Vanitatis (Aghiatrias), 2002
- Symphonies no.2 a 3, 2003
- Regions Of Limen (Aghiatrias), 2004
- Fragments, thèmes et images scéniques, 2005
- Dances & Marches For The Orphan Age (Skrol), 2005
- Sense Geometry, 2006
- Ethos (Aghiatrias), 2006
- Torment Of Naissance, 2007
- Concert industriel pour orgue, 2007
- Epidemic Mind, 2008
- Symphony no.4 "Descent From The Cross", 2008
- Тobruk, 2008
- Exorcisms, 2008
- Nonterra, 2008
- Les scény ardentes, 2009
- Contemplatio za nexus, 2009
- New Laws / New Orders (Skrol), 2009
- Graue Passion, 2009
- Underlying Scapes, 2009
- The Assent To Paradoxon (kolekcja dzieł), 2010
- Cryptosynaxis, 2010
- Endoanathymia, 2011
- Missa Armata. Inviocationes, 2012
- Selected Organ & Piano Works (2 discs), 2013
- Axonal Transit (Symphony No.5), 2014
- Horae (Organ Concerto No.2), 2015
- Anacreontics (Subpop Squeeze), 2017
- Scripta Soli, 2017
- Eschaton (Skrol), 2019
- Katagenesis, 2021[2]
- Le Grand Jeu, 2021